# Maurolico Messina
Il Maurolico Messina è stata una società italiana di pallacanestro di Messina.
Ha disputato per due stagioni la Serie A femminile negli anni cinquanta. Battezzata come l'omonimo liceo, nel 1957 è stata ridenominata Polisportiva Messina e dal 1964 ha proseguito l'attività come Libertas Messina, fino al 1983.

## Storia

Il Maurolico nell'estate 1956

Le prime tracce di una squadra legata al Liceo Francesco Maurolico risalgono alla Coppa XXVIII Ottobre del 1937, ma è dal 1947 che la squadra è inserita tra le società di pallacanestro di Messina. Nel marzo 1948 è seconda in Coppa Sicilia femminile; nel campionato successivo vince il girone della Sicilia Orientale di Promozione femminile e partecipa a campionati giovanili maschili.
Nel 1955-1956 vince la Serie B, permettendo a Graziella Silipigni e Azalea Cobelli anche la convocazione in Nazionale italiana. Nel febbraio 1957, cambia nome in Polisportiva Messina. Gli allenatori della squadra in Serie A sono Angelo De Filippo e Giuseppe Dispinzeri.
Dopo la retrocessione, la Polisportiva è abbinata per due stagioni alla Simmenthal; conclusa la sponsorizzazione, per proseguire l'attività si accorda con la Libertas Messina, con il cui nome partecipa alla Serie B 1964-1965. Nel 1971-1972, a Messina si prova a creare un'unica squadra tra E. Drago, Libertas e Liberi Sportivi, senza successo. Il 14 aprile 1977 muore Giuseppe Rescifina, fondatore della Libertas nei primi anni cinquanta.
Nel 1982-1983 partecipa alla Serie B con una squadra di giovanissime e retrocede senza vincere alcuna partita; in estate non si iscrive al campionato e scompare.

## Cronistoria
| Cronistoria del Maurolico Messina |
| --- |
| - 1947 · il G.P. Maurolico Messina inizia l'attività. - 1948-1949 · 1ª in Promozione Sicilia Orientale, 3ª nel concentramento interregionale, ammessa in Serie B. - 1949-1950 · 4ª nel Girone D di Serie B, retrocesso in Promozione. - 1950-1951 · in Promozione. - 1951-1952 · 1ª in Serie C, vince le qualificazione, 3ª nelle finali, promossa in Serie B. - 1952-1953 · 1ª in Serie B, perde lo spareggio. - 1953-1954 · 1ª nel Girone D di Serie B, 4ª nel Girone finale. - 1954-1955 · 1ª nel Girone C di Serie B, perde lo spareggio promozione. - 1955-1956 · 1ª nel Girone C di Serie B, 1ª nel Girone finale, promossa in Serie A. - 1956-1957 · 8ª in Serie A, retrocessa e poi ripescata. - 1957-1958 · Diventa Polisportiva Messina. 10ª in Serie A, retrocessa in Serie B. - 1958-1959 · 4ª in Serie B. - 1959-1960 · in Serie B. - 1960-1961 · 1ª in Serie B, 2ª nella finale interregionale. - 1961-1962 · 1ª in Promozione Sicilia, 2ª nel concentramento finale. - 1962-1963 · Simmenthal, 2ª in Serie B. - 1963-1964 · Simmenthal, 2ª nel 3º sottogirone Sud di Serie B, nel girone semifinale. - 1964-1965 · si accorda con la Libertas Messina per proseguire l'attività. 2ª nel Girone finale Sud di Serie B. - 1965-1966 · 1ª nel Girone Sud di Serie B, 4ª nel girone finale. - 1966-1967 · 1ª in Serie B, 2ª nel girone finale. - 1967-1968 · 2ª nella prima fase di Serie B, 3ª nel girone finale, perde lo spareggio. - 1968-1969 · 4ª in Serie B. - 1969-1970 · 5ª in Serie B. - 1970-1971 · 5ª in Serie B. - 1971-1972 · 8ª in Serie B. - 1972-1973 · 6ª in Serie B. - 1973-1974 · 8ª in Serie B, vince lo spareggio salvezza. - 1974-1975 · 7ª in Serie B, 2ª nel Girone L di Poule B. - 1975-1976 · 7ª in Serie B, 2ª nel Girone M di Poule B. - 1976-1977 · 7ª in Serie B, 2ª nel Girone H di Poule B. - 1977-1978 · 5ª in Serie B, 1ª in Poule B. - 1978-1979 · 8ª in Serie B, 6ª in Poule B, retrocede in Serie C. - 1979-1980 · 2ª in Serie C, 3ª in Poule B, ammessa in Serie B. - 1980-1981 · 3ª nel Girone H di Serie B, 6ª in Poule A. - 1981-1982 · 6ª nel Girone H di Serie B, 1ª nel Girone T di Poule B. - 1982-1983 · 8ª nel Girone H di Serie B, 8ª nella poule salvezza, retrocede in Serie C. - 1983 · non si iscrive in Serie C e scompare. |